# Midar
Midar (en àrab ميضار, Mīḍār; en amazic ⵎⵉⴹⴰⵕ) és un municipi de la província de Driouch, a la regió de L'Oriental, al Marroc. Segons el cens de 2014 tenia una població total de 15.021 persones.